# (100276) 1994 XV
(100276) 1994 XV es un asteroide perteneciente a asteroides que cruzan la órbita de Marte, descubierto el 6 de diciembre de 1994 por Robert H. McNaught desde el Observatorio de Siding Spring, Nueva Gales del Sur, Australia.

## Designación y nombre
Designado provisionalmente como 1994 XV.

## Características orbitales
1994 XV está situado a una distancia media del Sol de 2,432 ua, pudiendo alejarse hasta 3,334 ua y acercarse hasta 1,530 ua. Su excentricidad es 0,370 y la inclinación orbital 21,10 grados. Emplea 1386 días en completar una órbita alrededor del Sol.

## Características físicas
La magnitud absoluta de 1994 XV es 15,9.